# 枚方市議会
枚方市議会（ひらかたしぎかい）は、大阪府枚方市に設置されている議会である。

## 概要
- 定数：32人
- 任期：4年
- 選挙区：市全体を1選挙区とする大選挙区制（単記非移譲式）
- 議長：田口敬規（自由民主党・無所属の会）
- 副議長：番匠映仁（連合市民の会）
- 任期：2023年5月1日〜2027年4月30日

## 会派
| 会派                         | 議席数 | 所属党派             | 議員名（◎は幹事長）                                                                            | 女性議員数 | 女性議員の比率(%) |
| ---------------------------- | ------ | -------------------- | ---------------------------------------------------------------------------------------------- | ---------- | ----------------- |
| 自由民主党・無所属の会       | 5      | 自由民主党4・無所属1 | ◎前田富枝、田口敬規、長友克由、松本佑介、妹尾正信                                              | 1          | 20                |
| 日本共産党議員団             | 4      | 日本共産党           | ◎堤 幸子、広瀬ひとみ、松岡ちひろ、三和智之                                                     | 3          | 75                |
| 連合市民の会                 | 5      | 立憲民主党2・無所属3 | ◎野村生代、八尾善之、奥野美佳、番匠映仁、大津真沙樹                                            | 2          | 40                |
| 大阪維新の会枚方市議会議員団 | 9      | 大阪維新の会         | ◎鍜治谷知宏、小池晶子、門川紘幸、泉 大介、岡市栄次郎、大濱暢祐、佐田あゆ美、志甫直哉、高野寿陛 | 2          | 22.2              |
| 公明党議員団                 | 8      | 公明党               | ◎藤田幸久、大地正広、丹生真人、田中優子、一原明美、千葉雅民、東 実名子、峠 賢一                | 3          | 37.5              |
| 命を守る政治の会             | 1      | 無所属1              | 漆原周義                                                                                       | 0          | 0                 |
| 計                           | 32     |                      |                                                                                                | 11         | 33.33             |

（2025年5月1日現在）

## 沿革
2023年
- 10月11日 - 大阪維新の会に所属する伏見隆市長に対する問責決議案を可決。同年9月3日の市長選挙で3選した伏見市長が、選挙後に「祝勝会」や「心からありがとう！」などと書かれた横断幕を掲げた会合に参加していたことから、選挙後に有権者へのあいさつを目的とした当選祝賀会を開くことを禁じている公職選挙法に抵触する恐れから決議に至った。大阪維新の会所属の議員らが反対したが賛成多数となった[2]。

2024年
- 6月28日 - 伏見市長に対する任期中2度目の問責決議案を可決。議会に対する教育長人事案を理由なく取り下げたなどの対応で市政に混乱を招いたとして自民・公明・連合・共産の主要4会派が決議案を提出し、大阪維新の会所属の議員らが退席したが賛成多数となった。任期中に2度の問責決議可決や同じ政党に所属する議員が決議に反対して擁護することなく退席したことなど異例の事態となった[3]。

2025年
- 4月8日 - 大阪維新の会に所属していた妹尾正信市議が離党のうえ、自由民主党議員団に移り、会派名も「自由民主党・無所属の会」に改められた[4]。この間の大阪維新の会に所属する伏見市長に対する2度の問責決議可決や市政運営のあり方などを受け、市議会における大阪維新の会の影響力が弱まる象徴的な出来事となった。